# Romulus (serie de televisión)
Romulus, representado gráficamente como ROMVLVS es una serie de televisión italiana de 2020 creada por Matteo Rovere.
La primera temporada, dividida en diez episodios, se ambienta en el siglo VIII a. C. y narra los hechos que precedieron al nacimiento de Roma.
Aunque comparte la ambientación y el uso del latín arcaico con la película anterior del director Rovere, El primer rey, la serie no guarda conexión con ella siguiendo un argumento completamente diferente.
La segunda temporada, titulada Romulus II - La guerra por Roma, se estrenó el 21 de octubre de 2022.

## Argumento
Hacia el siglo VIII a. C. en el antiguo Lacio, treinta pueblos pertenecientes a la Liga Latina están dirigidos por Numitor, rey de Alba Longa. Después de un largo período de sequía, y la consiguiente hambruna, el liderazgo del rey es cuestionado y sometido al juicio de los dioses, que sancionan su destierro. Sus nietos, los hermanos gemelos Yemos y Enitos son sus sucesores directos, pero Amulius, el hermano menor del rey, impulsado también por la sed de poder de él y su esposa Gala, organiza en secreto el asesinato de los gemelos. Enitos es asesinado por el propio Amulius, pero Yemos logra escapar y esconderse en el bosque. Amulius se convierte en rey y culpabiliza a Yemos de la muerte de su hermano Enitos. Pero el rey de la tribu Gabi, Ertas, no cree en la versión del rey, expresando abiertamente sus sospechas.
Unos días después de su huida al bosque, Yemos se encuentra con un grupo de jóvenes de la tribu Lupercos, enviados al bosque para demostrar que son hombres. Entre estos se encuentra un joven esclavo llamado Wiros, a quien Yemos comenzará a defender de la arrogancia de sus compañeros. Durante una expedición en el bosque, Wiros mata a un compañero que quería estrangularlo. 
Poco después huye con Yemos pero los mercaderes los capturan al reconocer al sobrino del rey. Durante la noche, una tribu misteriosa y aterradora que vive en el bosque y que adora a la diosa Rumia, la diosa de los lobos, ataca el campamento de los mercaderes matándolos a todos. Sin embargo, perdonan a Wiros, que lleva su símbolo en el cuerpo. Deciden hacer lo mismo con Yemos que siempre lo ha protegido. Wiros descubre que fue miembro de esa tribu cuando era niño y la predisposición de Yemos para proteger a su amigo también determina su asociación con la tribu. Su vínculo será la chispa que los lleve a enfrentar y subvertir el orden en el que crecieron. 
Mientras tanto, la hija de Amulius, Ilia, deja a las vestales y comienza un duro entrenamiento para convertirse en guerrera consagrando su destino en venganza por la muerte de Enitos, a quien ha amado en secreto desde una edad temprana. La caza abierta de Yemos comienza con el asesinato del rey de Gabi a manos de la propia Ilia. Ertas fue acusado de ocultar en secreto a Numitor y a su hija Silvia, la madre de los gemelos. Es decapitado y la Aldea incendiada en busca de los exiliados que mientras tanto son llevados por Lauso, hijo de Ertas, quien los conducirá a una aldea a 20 millas de distancia para esconderlos del ejército de Alba Longa.

## Episodios
| Temporada | Episodios | Fecha de emisión |
| --------- | --------- | ---------------- |
| Primera   | 10        | 2020             |
| Segunda   | 8         | 2022             |

## Personajes e intérpretes

### Principales
- Yemos (temporadas 1-2), interpretado por Andrea Arcangeli. Príncipe de Alba Longa y hermano gemelo de Enitos.
- Wiros (temporada 1 en curso), interpretado por Francesco Di Napoli. Esclavo de Velia partiendo hacia las Lupercalia.
- Ilia (temporada 1 en curso), interpretada por Marianna Fontana. Hija de Amulio, es virgen vestal desde niña.
- Amulius / Servios (temporadas 1-2), interpretado por Sergio Romano. El hermano menor del rey Numitor y su fiel servidor. Más tarde asume la identidad de Servios y se une a los Sabinos.
- Gala (temporada 1), interpretada por Ivana Lotito. Esposa de Amulio y madre de Ilia, encantadora y astuta.
- Silvia (temporada 1 en curso), interpretada por Vanessa Scalera. Hija del rey Numitor y madre de Yemos y Enitos.
- Ersilia (temporada 2 en curso), interpretada por Valentina Bellè. Jefa de las sacerdotisas sabinas, fiel a Titos.[6]
- Titos Tatius (temporada 2 en curso), interpretado por Emanuele Di Stefano. Hijo del dios Sanco y rey de los sabinos, es el principal enemigo de Roma.[6]
- Sabos (temporada 2), interpretado por Max Malatesta, con la voz de Riccardo Scarafoni. El jefe de guardias de Titos y su asesor y mano derecha.[6]
- Aranth (temporada 2), interpretado y expresado por Massimo Foschi. Anciano etrusco de la tierra de Tusci que cuida de Yemos.

### Recurrentes
- Enitos (temporada 1), interpretado por Giovanni Buselli.
 Hijo de Silvia y hermano gemelo de Yemos.
- Spurius (temporada 1), interpretado por Massimiliano Rossi. Rey de Velia y cínico aliado de Amulio.
- Numitor (temporadas 1-2), interpretado por Yorgo Voyagis. Rey de Alba Longa, padre de Silvia y abuelo de Yemos y Enitos.
- Cnaeus (temporada 1), interpretado por Gabriel Montesi.
 Esclavo de Velia y rey de los Lupercos.
- Ertas (temporada 1), interpretado por Emilio De Marchi.
 Rey de Gabi y padre de Lausus.
- Lausus (temporadas 1-2), interpretado por Marlon Joubert. Hijo de Ertas.
- Lupa (temporadas 1-2), interpretada por Silvia Calderoni.
 Guerrero enigmático y vigoroso, líder de los Ruminales.
- Deftri (temporadas 1-2), interpretado por Demetra A Binding. Guerrero joven e intrépido, atraído por Wiros.
- Maccus (temporadas 1-2) interpretado por Francesco Santagada. Es el único superviviente de los Lupercos además de Yemos y Wiros. En la segunda temporada se convierte en consejero y lugarteniente de los dos reyes junto con Herenneis.
- Herenneis (temporada 1 en curso), interpretado por Piergiuseppe di Tanno. Es uno de los guerreros más fuertes entre los Ruminales. En la segunda temporada se convierte en consejero y lugarteniente de los dos reyes junto con Maccus.
- Tarinkri (temporadas 1-2), interpretada por Anna Chiara Colombo. Guerrero de los Ruminales.
- Adieis (temporadas 1-2) interpretado por Valerio Malorni.
Guerrero y sanador de los Ruminales.
- Attus (temporadas 1-2), interpretado por Pietro Micci. Sacerdote y guerrero que entrena a Illia para luchar.
- Vibia (temporada 2 en curso), interpretada por Ludovica Nasti. La más joven de las sacerdotisas sabinas.
- Atys (temporada 2), interpretado por Giancarlo Commare
 Rey de Satricus, reacio a ayudar a Roma contra los Sabinos.[6]

## Producción
La serie ofrece una reconstrucción muy fiel de la sociedad arcaica, realizada con la ayuda de arqueólogos e historiadores, como Andrea Carandini, Paolo Carafa y Valentino Nizzo, que trabajan la mitografía y la génesis del mito a través de elementos plásticos.
El 21 de abril de 2021, la serie se renovó para una segunda temporada, cuyo rodaje comenzó en mayo siguiente.

## Banda sonora
La banda sonora de la serie fue compuesta por Mokadelic, mientras que el tema de apertura, interpretado por Elisa, es la versión de la canción Shout .

## Promoción
El primer avance de la serie se lanzó el 28 de agosto de 2020.
El 23 de agosto de 2022 se lanza el teaser de la segunda temporada.

## Distribución
La serie se estrenó en el Rome Film Fest 2020 el 23 de octubre de 2020, donde se proyectaron los dos primeros episodios, y se transmitió en Sky Atlantic y se transmitió en Now TV a partir del 6 de noviembre de 2020.
La segunda temporada se transmite desde el 21 de octubre de 2022 siempre en Sky Atlantic.

## Otros medios
A partir del 29 de octubre de 2020, se publica una trilogía de novelas que amplía el universo narrativo de la mano de HarperCollins, un proyecto cross- media inédito para Italia; escritos por Luca Azzolini, los volúmenes se titulan: Romulus: Libro I - La sangre del lobo (29 de octubre de 2020), Romulus: Libro II - La reina de las batallas (noviembre de 2020) y Romulus: Libro III - La ciudad de lobos (enero de 2021).